# Operaer af Georg Friedrich Händel
Georg Friedrich Händels operaer omfatter 42 musikalske sceneværker skrevet mellem 1705 og 1741 i forskellige genrer. Han begyndte at komponere operaer i Tyskland og fortsatte en tid i Italien med begrænset succes. Det var imidlertid ikke før han kom til England, at han fik rigtig succes med genren. Hans første opera i England, Rinaldo (1711), fik en entusiastisk modtagelse af publikum, og adskillige italienske operaer fulgte snart. Händels position som en central operakomponist i det 18. århundredes England blev imidlertid først cementeret, da han begyndte at skrive store værker til engelsksproget tekst. Selv om de fleste af hans engelske værker teknisk set er oratorier og ikke operaer, er adskillige af dem, som fx Semele (1743), blevet en betydningsfuld del af operarepertoiret.
I løbet af de 36 år, han hovedsagelig beskæftigede sig med opera, bekendte Händel sig til genrens typiske udformning i perioden med fokus på solosang og scenebygning; kulisseskift foregik, mens publikum så på, og tæppet blev ikke sænket før stykkets afslutning. Recitativer vekslede med arier, der som regel havde da capo-form (omend genoptagelsen af hovedstykket ofte blev forkortet), og hver scene indledtes gerne med flere personer på scenen, hvorefter hver sang en arie og gik ud. Den sidste scene endte gerne med et kor sunget af operaens solister; ensembler var derudover ikke gængs forekommende med undtagelse af scener, hvori der forekom en fælles fejring af noget. Händels operaer er i disse henseender fuldt sammenlignelige med samtidige komponisters operaer; hvad der adskiller dem, er musikkens kvalitet, som præcist reflekterer personernes følelser i forhold til den dramatiske situation.

## Overblik
Händels tidligste operaer var i den lettere genre, omend der er undtagelser som fx fængselsscenen fra Almira (1705), der er meget dramatisk. Händels musik i de første operaer, han skrev i England, byggede ofte på ideer og et tonesprog, han havde udviklet i sine kantater og andre værker, han havde skrevet i den tid, han havde opholdt sig i Italien (1706-1709). Den karakteristiske harmoniske struktur i Agrippina (1709) er fx en gentagelse af ideer fra hans italienske periode. Generelt set var orkestreringen i Händels tidlige operaer mere varieret end i senere værker, idet han fx brugte et instrument som fagotten til at opnå forskellige tonefarver. I Rinaldo (1711) benyttes fire trompeter, et valg Händel ikke skulle gentage i andre operaer.
Ottone (1722) var den første af flere operaer, som Händel komponerede
for Royal Academy of Music i løbet af 1720'erne. Med undtagelse af Flavio (1723) er operaerne fra denne periode mere seriøse i deres tone, og det musikalske udtryk er mere skarpt tilpasset den historie, operaen formidler, end i hans tidligere værker. Af særlig vigtighed fra denne periode er Giulio Cesare in Egitto (1724), som indeholder noget af Händels mest udtryksfulde og følelsesmæssigt mest kraftfulde musik. De drevne personkarakteristikker, man finder i dette værk, har gjort det til en af de hyppigst genopførte af Händels operaer i det 20. og 21. århundrede. Tamerlano (1724) og Rodelinda (1725) med deres fremtrædende tenorroller, som Händel skrev særligt til Francesco Borosini, kan også fremhæves. De senere operaer, Händel skrev for akademiet, fik ikke så megen succes som de tidligere. Akademiets to førende sopraner lå i intens, intern konkurrence, og Händel måtte tage hensyn til dem begge, da han skrev disse værker. Med undtagelse af Admeto (1727) blev forsøget på at opnå balance mellem to hovedroller for sopran inden for en og samme opera en hæmsko for værkerne, såvel musikalsk som dramatisk.
I løbet af 1730'erne vendte Händel tilbage til at skrive komiske og fantastiske operaer, primært fordi han ikke længere behøvede at tage hensyn til smagen på akademiet, når han skulle vælge en libretto. Disse værker som fx Partenope (1730), Orlando (1733) og Alcina (1735) var påvirket af Leonardo Vinci og Leonardo Leos værker og skrevet i en præ-klassisk stil. I denne periode begyndte Händel at benytte scena'en i sine værker, og omkring midten af 1730'erne skrev han nogle af sine dramatisk mest bevægede arier som vanvidsscenen i Orlando og afslutningen på anden akt til Alcina. Orkestret var vokset i størrelse i disse værker, hvor Händel typisk benyttede 12 violiner, 8 bratscher, 6 celloer, 4 kontrabasser og to cembaloer samt fire fagotter og et antal andre blæseinstrumenter. I operaer som Oreste (1734) forsøgte Händel at skabe en syntese mellem italiensk og fransk opera med dansesekvenser og korsatser, men han eksperimenterede kun videre med det i de operaer, han skrev i årene 1734 og 1735. To af operaerne fra denne periode, Ariodante (1735) og Atalanta (1736), afveg fra den traditionelle heltelibretto med fokus på en mere realistisk, romantisk intimsfære.
Ved afslutningen af 1730'erne var Händels interesse begyndt at vige fra operagenren til fordel for det engelske oratorium. Flere af hans operaer fra 1737 besidder måske af den grund ikke den samme kvalitet som de tidligere værker. Ikke desto mindre indeholder operaerne Giustino (1737) og Serse (1738) megen fin musik. Serse er også værd at fremhæve for den vellykkede blanding af komedie og effektfuld tragedie til et velskrevet plot, en blanding der ikke lykkedes helt så godt i Imeneo (1740). Händels sidste italienske opera, Deidamia, blev opført i 1741 og fik ikke en særligt god modtagelse, da englændernes smag for italiensk opera var aftaget. Händel vendte dog tilbage til teatermusikken med semioperaen Alceste fra 1750.

## Liste over operaværker
Den følgende liste er en komplet liste over Händels operaværker. Alle er i opera seria-genren og har tre akter, hvis ikke andet er anført.
| HWV    | Titele | Libretto | Première date                      | Premiereteater                                           | Moderne genopførelse                                                                                       | Notes |
| ------ | --- | --- | ---------------------------------- | -------------------------------------------------------- | --- | --- |
| 1      | Almira, Königin von Castilien (Der in Krohnen erlangte Glücks-Wechsel, oder: Alimira, Königin von Castilien) | Friedrich Christian Feustking, efter Giulio Pancieri | 8. januar 1705                     | Hamborg, Theater am Gänsemarkt                           | 4. juni 1994, Halleschen Händelfestspiele, Bad Lauchstädt                                                  | Noget af musikken er gået tabt, anført som et Singspiel men stykket indeholder ikke talt dialog                     |
| 2      | Nero (Die durch Blut und Mord erlangete Liebe)                                                               | Friedrich Christian Feustking | 25. februar 1705                   | Hamborg, Theater am Gänsemarkt                           | | Musikken er gået tabt                                                                                               |
| 3      | Florindo (Der beglückte Florindo)                                                                            | Hinrich Hinsch | Januar 1708                        | Hamborg, Theater am Gänsemarkt                           | | Næsten al musikken er gået tabt                                                                                     |
| 4      | Daphne (Die verwandelte Daphne)                                                                              | Hinrich Hinsch | Januar 1708                        | Hamborg, Theater am Gänsemarkt                           | | En opfølger til Florindo, der skulle opføres dagen efter som en slags dobbeltopera. Næsten al musikken er gået tabt |
| 5      | Rodrigo (Vincer se stesso è la maggior vittoria)                                                             | Efter Francesco Silvanis II duello d'Amore e di Vendetta Italiensk libretto Arkiveret 5. juni 2011 hos Wayback Machine                                                             | Ca. november 1707                  | Firenze, Teatro di via del Cocomero                      | 1984, Innsbruck                                                                                            | Noget af musikken er gået tabt                                                                                      |
| 6      | Agrippina | Vincenzo Grimani | 26. december 1709 / tidligt i 1710 | Venedig, Teatro San Giovanni Grisostomo                  | 1943, Halle                                                                                                | |
| 7a/b   | Rinaldo | Giacomo Rossi/Aaron Hill, efter Tasso, La Gerusalemme liberata, Italian libretto Arkiveret 20. februar 2011 hos Wayback Machine                                                    | 24. februar 1711                   | London, Queen's Theatre                                  | Juni 1954, Halle                                                                                           | HWV 7b er en revideret udgave fra 1731; librettoen fra en revideret udgave fra 1717 er også overleveret             |
| 8a/b/c | Il pastor fido                                                                                               | Giacomo Rossi, efter Giovanni Battista Guarini 8b Italiensk libretto Arkiveret 5. juni 2011 hos Wayback Machine, 8c Italiensk libretto Arkiveret 6. marts 2009 hos Wayback Machine | 22. november 1712                  | London, Queen's Theatre                                  | 20. juni 1948, Göttingen (Versionen fra november 1734); 14. september 1971, Abingdon, (Versionen fra 1712) | HWV 8b/c er reviderede udgaver fra maj og november 1734                                                             |
| 9      | Teseo | Nicola Francesco Haym, efter Philippe Quinaults libretto til Thésée Italiensk libretto Arkiveret 5. juni 2011 hos Wayback Machine                                                  | 10. januar 1713                    | London, Queen's Theatre                                  | 29. juni 1947, Göttingen                                                                                   | Fem akter |
| 10     | Silla | Giacomo Rossi, efter Plutarchs De parallelle liv Italiensk libretto Arkiveret 5. december 2010 hos Wayback Machine                                                                 | 2. juni 1713 (?)                   | London, Queen's Theatre (?) (eller Burlington House (?)) | | Meget af musikken er blevet genbrugt i Amadigi di Gaula                                                             |
| 11     | Amadigi di Gaula                                                                                             | Rossi or Haym (?), efter Antoine Houdar de la Mottes Amadis de Grèce, 1699 Italiensk libretto Arkiveret 5. december 2010 hos Wayback Machine                                       | 25. maj 1715                       | London, King's Theatre                                   | Osnabrück, 1929                                                                                            | Forskellige tilføjelser i løbet af den første forestillingsrække og til genopførelserne i 1716 and 1717             |
| 12a/b  | Radamisto | Haym (?), efter Domenico Lallis L'amor tirannico, o Zenobia Italiensk libretto Arkiveret 17. juli 2013 hos Wayback Machine                                                         | 27. april 1720                     | London, King’s Theatre                                   | 27. juni 1927, Göttingen                                                                                   | Librettoerne til de reviderede versioner fra december 1720 og 1728 eksisterer                                       |
| 13     | Muzio Scevola                                                                                                | Paolo Antonio Rolli, efter en bearbejdning af Nicolò Minatos libretto ved Silvio Stampiglia Italiensk libretto Arkiveret 5. december 2010 hos Wayback Machine                      | 15. april 1721                     | London, King’s Theatre                                   | 1928, Essen (Kun tredje akt)                                                                               | Kun tredje akt er af Händel                                                                                         |
| 14     | Floridante                                                                                                   | Rolli, efter Francesco Silvanis La costanza in trionfo Italiensk libretto Arkiveret 5. juni 2011 hos Wayback Machine                                                               | 9. december 1721                   | London, King’s Theatre                                   | 10. maj 1962, Unicorn Theatre, Abingdon                                                                    | Reviderede version fik premiere i 1722, 1727 og 1733                                                                |
| 15     | Ottone | Haym, efter Stefano Benedetto Pallavicinos libretto til Antonio Lottis opera Teofane Italiensk libretto Arkiveret 9. maj 2010 hos Wayback Machine                                  | 12. januar 1723                    | London, King’s Theatre                                   | 5. juli 1921, Göttingen                                                                                    | Reviderede versioner fik premiere i 1726 og 1733                                                                    |
| 16     | Flavio | Haym, efter M. Noris' Il Flavio Cuniberto Italiensk libretto Arkiveret 5. juni 2011 hos Wayback Machine                                                                            | 14. maj 1723                       | London, King’s Theatre                                   | 2. juli, 1967, Göttingen                                                                                   | Librettoen til den reviderede version fra 1732 er overleveret                                                       |
| 17     | Giulio Cesare in Egitto                                                                                      | Haym Italiensk libretto Arkiveret 5. juni 2011 hos Wayback Machine | 20. februar 1724                   | London, King’s Theatre                                   | 1922, Göttingen                                                                                            | |
| 18     | Tamerlano | Haym, efter Agostin Piovene and Nicholas Pradon Italiensk libretto Arkiveret 5. juni 2011 hos Wayback Machine                                                                      | 31. oktober 1724                   | London, King’s Theatre                                   | 7. september 1924, Karlsruhe                                                                               | |
| 19     | Rodelinda | Haym, efter Antonio Salvi, efter Pierre Corneilles skuespil Pertharite, roi des Lombards Italiensk libretto Arkiveret 12. maj 2013 hos Wayback Machine                             | 13. februar 1725                   | London, King’s Theatre                                   | 26. juni 1920, Göttingen                                                                                   | |
| 20     | Scipione | Rolli Italiensk libretto Arkiveret 23. november 2009 hos Wayback Machine | 12. marts 1726                     | London, King’s Theatre                                   | 1937, Göttingen                                                                                            | |
| 21     | Alessandro                                                                                                   | O Mauro Italiensk libretto Arkiveret 5. juni 2011 hos Wayback Machine | 5. maj 1726                        | London, King’s Theatre                                   | 1959, Stuttgart (på tysk)                                                                                  | |
| 22     | Admeto | Haym Italiensk libretto (Webside ikke længere tilgængelig) | 31. januar 1727                    | London, King’s Theatre                                   | 1964, Abingdon                                                                                             | |
| 23     | Riccardo Primo                                                                                               | Rolli, efter Francesco Briani Italiensk libretto Arkiveret 5. juni 2011 hos Wayback Machine                                                                                        | 11. november 1727                  | London, King’s Theatre                                   | 8. juli 1964, Sadler's Wells Theatre (Handel Opera Society), London                                        | |
| 24     | Siroe, re di Persia                                                                                          | Haym, efter Metastasio Italiensk libretto Arkiveret 5. juni 2011 hos Wayback Machine                                                                                               | 17. februar 1728                   | London, King’s Theatre                                   | December 1925, Gra                                                                                         | |
| 25     | Tolomeo | Haym, efter Carlo Sigismondo Capece Italiensk libretto Arkiveret 5. juni 2011 hos Wayback Machine                                                                                  | 30. april 1728                     | London, King’s Theatre                                   | 19. juni 1938, Göttingen                                                                                   | |
| 26     | Lotario | Efter Antonio Salvi Italiensk libretto Arkiveret 5. juni 2011 hos Wayback Machine                                                                                                  | 2. december 1729                   | London, King’s Theatre                                   | 3. september 1975, Kenton Theatre, Henley-on-Thames                                                        | |
| 27     | Partenope | Efter Silvio Stampiglia Italiensk libretto Arkiveret 5. juni 2011 hos Wayback Machine                                                                                              | 24. februar 1730                   | London, King’s Theatre                                   | 23. juni 1935, Göttingen                                                                                   | |
| 28     | Poro | Efter Metastasio Italiensk libretto Arkiveret 5. juni 2011 hos Wayback Machine | 2. februar 1731                    | London, King’s Theatre                                   | 1928, Braunschweig                                                                                         | |
| 29     | Ezio | Metastasio Italiensk libretto Arkiveret 16. juli 2011 hos Wayback Machine | 15. januar 1732                    | London, King’s Theatre                                   | 30. juni 1926, Göttingen                                                                                   | |
| 30     | Sosarme | Efter Salvi Italiensk libretto Arkiveret 5. juni 2011 hos Wayback Machine | 15. februar 1732                   | London, King’s Theatre                                   | 1970, Abingdon                                                                                             | |
| 31     | Orlando | Efter Capece, efter Ludovico Ariostos Orlando furioso Italiensk libretto Arkiveret 12. maj 2013 hos Wayback Machine                                                                | 27. januar 1733                    | London, King’s Theatre                                   | 6. maj 1959, Abingdon                                                                                      | |
| 32     | Arianna in Creta                                                                                             | Efter Pietro Pariatis Arianna e Teseo | 26. januar 1734                    | London, King’s Theatre                                   | | |
| A 11   | Oreste | Efter Giangualberto Barlocci | 18. december 1734                  | London, Covent Garden Theatre                            | 1990, Karlsruhe                                                                                            | Pasticcio |
| 33     | Ariodante | Efter Salvi, efter Ariostos Orlando furioso Italiensk libretto Arkiveret 5. december 2010 hos Wayback Machine                                                                      | 8. januar 1735                     | London, Covent Garden Theatre                            | | |
| 34     | Alcina | Efter Ariostos Orlando Furioso Italiensk libretto Arkiveret 13. september 2012 hos Wayback Machine                                                                                 | 16. april 1735                     | London, Covent Garden Theatre                            | 1928, Leipzig                                                                                              | |
| 35     | Atalanta | Efter Belisario Valeriani Italiensk libretto Arkiveret 5. juni 2011 hos Wayback Machine                                                                                            | 12. maj 1736                       | London, Covent Garden Theatre                            | 1970, Hintlesham Festival, Hintlesham                                                                      | |
| 36     | Arminio | Efter Salvi Italiensk libretto Arkiveret 5. juni 2011 hos Wayback Machine | 12. januar 1737                    | London, Covent Garden Theatre                            | 23. februar 1935, Leipzig (på tysk)                                                                        | |
| 37     | Giustino | Efter Pariatis Giustino, efter Nicolo Beregans Il Giustino Italiensk libretto Arkiveret 6. december 2010 hos Wayback Machine                                                       | 16. februar 1737                   | London, Covent Garden Theatre                            | 21. april 1963, Abingdon                                                                                   | |
| 38     | Berenice | Efter Salvi | 18. maj 1737                       | London, Covent Garden Theatre                            | | |
| A 13   | Alessandro Severo                                                                                            | Efter Apostolo Zeno | 25. februar 1738                   | London, King’s Theatre                                   | 18. marts 1997, Britten Theatre, Royal College of Music, London                                            | Pasticcio |
| 39     | Faramondo | Efter Apostolo Zenos Faramondo Italiensk libretto Arkiveret 5. december 2010 hos Wayback Machine                                                                                   | 3. januar 1738                     | London, King’s Theatre                                   | 5. marts 1976, Halle                                                                                       | |
| 40     | Serse | Efter Stampiglia Italiensk libretto Arkiveret 7. september 2012 hos Wayback Machine                                                                                                | 15. april 1738                     | London, King’s Theatre                                   | 5. juli 1924, Göttingen                                                                                    | Også kendt som Xerxes                                                                                               |
| A 14   | Giove in Argo                                                                                                | Antonio Maria Lucchini | 1. maj 1739                        | London, King’s Theatre                                   | 15. september 2006, Markgräfliches Opernhaus, Bayreuth                                                     | Pasticcio |
| 41     | Imeneo | Efter Stampiglias Imeneo | 22. november 1740                  | London, theatre i Lincoln's Inn Fields                   | 13. marts 1960, Halle                                                                                      | |
| 42     | Deidamia | Rolli Italiensk libretto Arkiveret 17. februar 2012 hos Wayback Machine | 10. januar 1741                    | London, teatret i Lincoln's Inn Fields                   | | |